# Dolmen du Puech de Mielgues
Der auf der IGN Karte verzeichnete Dolmen du Puech de Mielgues hat eine Form, die üblichen Dolmen nicht entspricht. Sie passt eher zu einem Erdstall, wobei das Alter ungeklärt ist. Er liegt bei Gatuzières (von wo er aber schlecht zu erreichen ist) auf dem Causse Méjean, einer Kalksteinhochebene im Zentralmassiv im Département Lozère in Frankreich. Dolmen ist in Frankreich der Oberbegriff für Megalithanlagen aller Art (siehe: Französische Nomenklatur).
Die von Vegetation überdeckte Konstruktion in Zick-Zack-Form, besteht aus einer Gangfolge mit einer Breite von nur 60 cm und einer maximalen Höhe von 1,5 m. Die Enden sind offen und durch einsickernde Erde nur 40 cm hoch. Der Gang aus Trockenmauerwerk ist nur im mittleren Bereich von Platten bedeckt.
Der mutmaßliche Eingang lag im Südosten. Jeweils nach etwa 1,5 m, wendet sich der Gang, stets rechtwinkelig, insgesamt dreimal nach Südosten bzw. Nordwesten.
Der Gang erstreckt sich vielleicht weiter in den Südwesten, aber die dichte Vegetation ermöglicht keine Erkennung. Der aktuelle Zugang entstand aufgrund des Zusammenbruchs der Struktur. Es ist klar, dass der Gang im Untergrund des Hügels nicht verfüllt war.